# Ludmila Semenyaka
Ludmila Semenyaka (en russe : Людмила Семеняка) est une danseuse de ballet russe, nommée Artiste du peuple de l'URSS et lauréate du prix d'État de l'URSS d'origine soviétique née le 16 janvier 1952 à Léningrad. 

## Biographie
Elle rentre à l'Académie Vaganova à 10 ans en tant qu'élève de Nina Viktorovna Belikova (ru) et dès 12 ans elle débute sur la scène du Théâtre Mariinsky dans le rôle de « Marie » dans le ballet Casse-Noisette.
En 1969, elle reçoit le troisième prix au Concours International d'artistes de ballet et de chorégraphes à Moscou.
En 1972, elle est invitée par Iouri Grigorovitch à travailler au Ballet du Bolchoï, où elle débute avec succès dans Le Lac des Cygnes puis elle travaille sous la direction de Galina Oulanova, ce qui influence sa manière de danser. Ludmila travaille ainsi, guidée par Marina Semenova, Marina Kondratieva, N.R. Simatchev et est dans la classe de Assaf Messerer.
En 1976, elle gagne le Premier prix et la médaille d'or au Concours International d'artistes de ballet à Tokyo, puis Serge Lifar lui remet le Premier Prix Pavlova de l'Académie de danse de Paris.
En 1986, elle remporte le Prix du journal britannique Evening Standard, pour son art chorégraphique.
De 1990 à 1991, elle danse dans la troupe du English National Ballet à Londres et Scottish National Ballet. 
De 1992 à 2002, elle danse à plusieurs reprises sur les scènes d'Argentine telles que le Théâtre Colón, le Teatro Coliseo (en), le Teatro Argentino de La Plata (es), le Teatro Gran Rex (en) de Mendoza, le Teatro General San Martín (en) de Cordoba avec son partenaire de scène Valery Maximov. La presse argentine de La Plata El Día (en), La Voz (en), Diario Hoy et La Nación fait l'éloge de Semenyaka et de son partenaire, de nombreux articles leur sont consacrés.
Elle est nommée Artiste du peuple de l'URSS en 1986 et reçoit le prix d'État de l'URSS en 1997. Elle enseigne actuellement la danse classique depuis 2002 au Ballet du Bolchoï.

## Partenaires de scène
Ludmila Semenyaka avait eu, au cours de sa carrière, cent différents partenaires de scène parmi lesquels se trouvent les meilleurs danseurs de ballet de son époque: Vladimir Vassiliev, Mikhaïl Barychnikov, Nikolaï Fadeïetchev, Maris Liepa, Mikhaïl Lavrovsky (en), Alexander Godunov, Iouri Soloviev, Irek Moukhamedov, Faroukh Rouzimatov, Laurent Hilaire, Fernando Bujones (en), Julio Bocca, Per Arthur Segerström (sv), Nikolaï Kovmir etc.